# Haftara
De haftara (Hebreeuws: הפטרה) is een afsluitende lezing tijdens de sjabbatdienst, meestal een gedeelte uit de Nevi'im (Profeten) dat wekelijks na de Thoralezing wordt gezegd. Dit gebruik is ontstaan toen de Griekse onderdrukkers onder Antiochus IV Epiphanes in de tweede eeuw voor de gebruikelijke jaartelling de joden verboden op sjabbat in hun synagoges uit de Thora te lezen. De rabbijnen bedachten volgens een bron uit de 14e eeuw een manier om toch iets te kunnen lezen: een gedeelte uit de Nevi'im met een onderwerp dat verwant was aan het onderwerp van de Thoralezing van die week. Een aanduiding van deze voorlezing staat ook in het Nieuwe Testament (Handelingen der Apostelen 13:15).

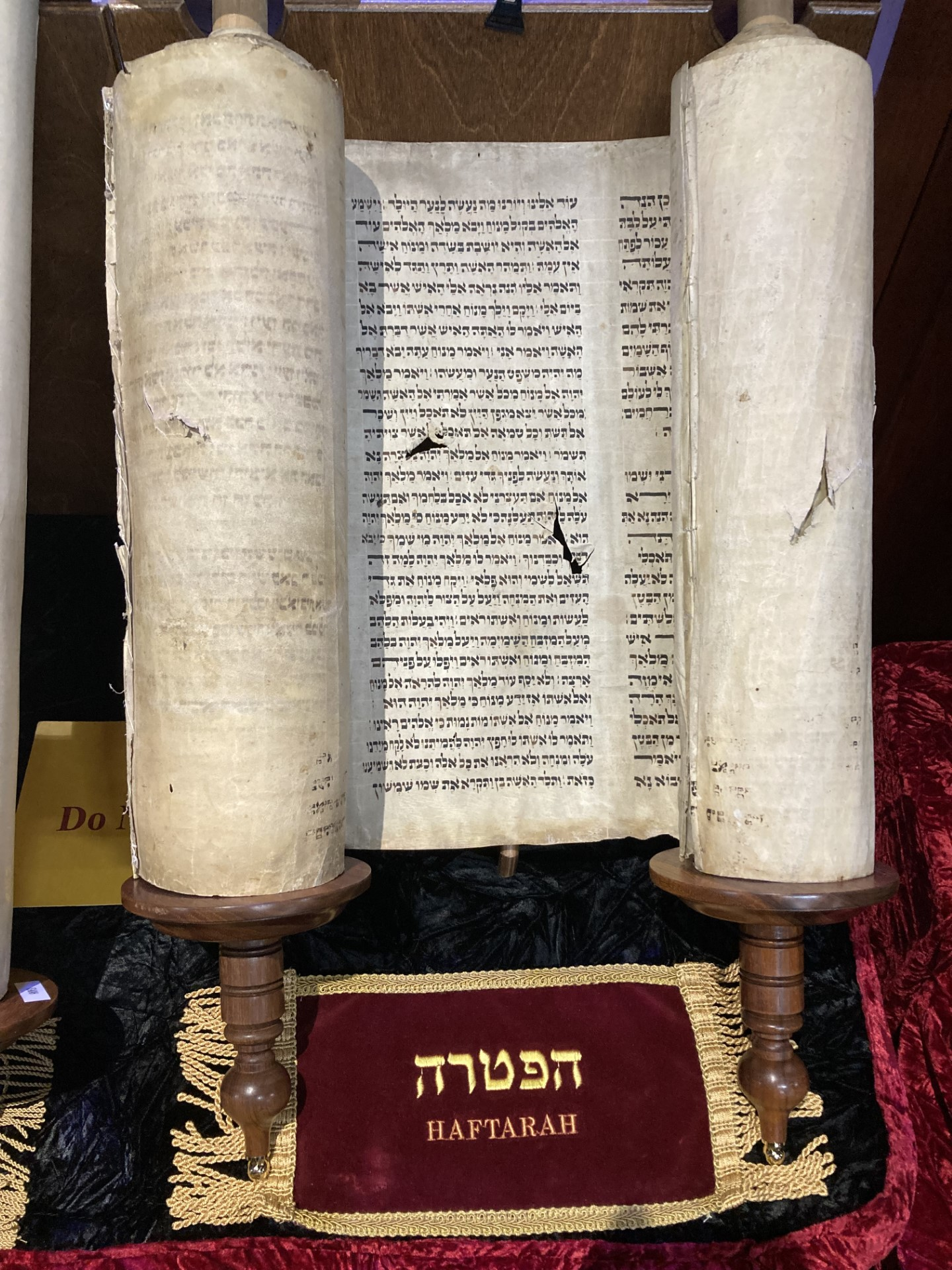
Haftara-rol, doorboord door nazi-bajonetten

Hoewel de Thoralezing later niet meer verboden was, is de traditie van het lezen van de haftara gehandhaafd.
De persoon die de haftara leest wordt de maftir genoemd. Hij wordt eerst opgeroepen voor een korte achtste Thoralezing waarbij de laatste verzen van de parasja worden herhaald. Daarna volgt een serie berachot (zegeningen) waarna de haftara gelezen wordt.